# Ludwig von Stein

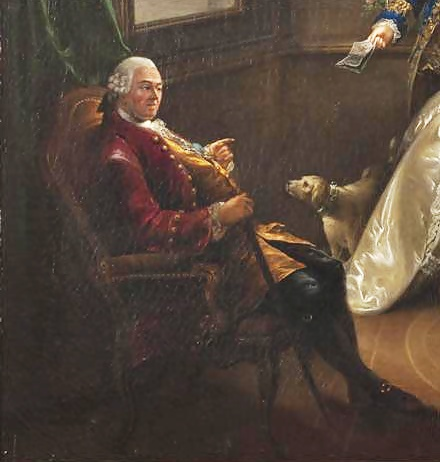
Baron Ludwig von Stein (Ausschnitt aus dem Porträt der Familie Herzog Christians IV., von Johann Christian von Mannlich)

Ludwig von Stein (* 12. Januar 1693; † 12. August 1780) war ein Bastard des Pfalzgrafen Christian II. von Pfalz-Zweibrücken-Birkenfeld aus dem Hause Wittelsbach, Obrist, Freiherr und Wohltäter der Stadt Zweibrücken.

## Leben
Baron Ludwig von Stein widmete sich dem Militärdienst und wurde in der Folge französischer Obrist und Kommandant eines Bataillons des königlichen Regiment d’Alsace sowie Ritter des französischen Militärverdienstordens. Nachdem er 40 Jahre lang unter diesem Regiment gestanden hatte, blieb er seit dem Jahre 1748 am Hofe seines Neffen Christian IV. von Pfalz-Zweibrücken, wo er sich einer hohen Auszeichnung und vieler Gnadenerzeigungen erfreute. Er war Erzieher der Freiherren Christian von Zweybrücken (1752–1817) und Wilhelm von Zweybrücken (1754–1807), Kinder aus der morganatischen Ehe seines Neffen mit Marianne Camasse, Gräfin von Forbach. Auf dem Familienportrait Herzog Christians IV., gemalt 1764 von Christian Mannlich, erscheint Baron Ludwig von Stein links, in einem Sessel sitzend, als Bezugspunkt der Familie.
In seinem Testament vom 3. April 1780 vermachte der Baron von Stein dem Spital in Zweibrücken die beträchtliche Summe von 19.364 Gulden und wurde dadurch zum Wohltäter der städtischen Armen und Kranken. Im Sitzungssaal des Zweibrücker Stadthauses hing 1885 und noch bis zum Zweiten Weltkrieg ein im Besitz der Stadt befindliches Gemälde des Barons von Stein von Johann Georg Ziesenis. Das Gemälde ging in den letzten Kriegswirren verloren.

## Auszeichnungen
- Militärverdienstorden (Frankreich), Ritter

## Belege
1. ↑  Das Familienportrait Herzog Christians IV. (Memento des Originals vom 25. Mai 2014 im Internet Archive)  Info: Der Archivlink wurde automatisch eingesetzt und noch nicht geprüft. Bitte prüfe Original- und Archivlink gemäß Anleitung und entferne dann diesen Hinweis.
2. ↑  Elmar Wadle: Verfassung und Recht: Wegmarken ihrer Geschichte, Wien, Böhlau 2008, S. 94. Online
3. ↑  Julius Dahl, Karl Lohmeyer: Das barocke Zweibrücken und seine Meister, 1957, S. 295. Schnipsel

| Personendaten    | Personendaten                                                  |
| ---------------- | -------------------------------------------------------------- |
| NAME             | Stein, Ludwig von                                              |
| ALTERNATIVNAMEN  | Stein, Heinrich Ludwig Wilhelm von (vollständiger Name)        |
| KURZBESCHREIBUNG | deutscher Obrist, Freiherr und Wohltäter der Stadt Zweibrücken |
| GEBURTSDATUM     | 12. Januar 1693                                                |
| STERBEDATUM      | 12. August 1780                                                |